# Mercedes Cup 2007
Mercedes Cup 2007 — тенісний турнір, що проходив на ґрунтових кортах у місті Штутгарт, Німеччина з 16 липня . Належав до категорії International Series Gold.

## Фінальна частина

### Одиночний розряд
Рафаель Надаль —  Стен Вавринка 6–4, 7–5

### Парний розряд
Франтішек Чермак /  Леош Фридль —  Гільєрмо Гарсія-Лопес /  Фернандо Вердаско 6–4, 6–4